# Дашкієв Микола Олександрович
Дашкі́єв Мико́ла Олекса́ндрович (нар. 16 травня 1921, смт. Краснокутськ, Харківська область — 23 лютого 1976, Київ, Українська РСР) — український письменник-фантаст, поет і перекладач. Автор двох фантастичних романів, чотирьох повістей, кількох десятків оповідань, перекладів, віршів, біографічних нарисів, багатьох документальних та одного науково-фантастичного сценаріїв.

## Біографія
Народився в родині вчителів у Краснокутську (Харківська область). Після закінчення десятирічної школи вчився на геофізика на фізико-математичному факультеті Ленінградського університету. Навчання перервала Друга світова війна.
У перші армійські призови Микола Дашкієв не потрапив через свій поганий зір (до мінус 8), тому повернувся додому, в Краснокутськ, і у вересні 1941 року почав працювати вчителем, одночасно викладаючи фізику, хімію та математику. З часом, після відступу радянських військ, опинився на окупованій території, і ця обставина потім псувала йому репутацію.
Після першого звільнення Краснокутська, Микола Дашкієв все-таки потрапив до Радянській Армії, і з лютого 1943 по жовтень 1945 року прослужив спочатку рядовим бійцем, потім — радистом, а пізніше — командиром відділення радіо. Воював на лівому фланзі Курської дуги, форсував Дніпро під Ржищевом у Київській області, брав участь у Корсунь-Шевченківській операції, у бойових діях в Карпатах, у Польщі (брав участь у захопленні міста Бельсько-Бяла) і Чехословаччині (брав участь у захопленні міста Моравська Острава).
Нагороджений орденом Червоної Зірки, медалями «За відвагу», «За бойові заслуги», «За перемогу над Німеччиною у Великій Вітчизняній війні 1941—1945 років».
Після війни, у 1948 році, Микола Дашкієв закінчив Харківський педагогічний інститут — за спеціальністю «фізика і математика». У 1947—1950 роках працював у школі вчителем фізики. По виході першої прозової книжки в 1952 році повністю перейшов на творчу роботу.
Паралельно з писанням книжок, задля заробітку, якийсь час працював завідувачем літературною частиною у Харківському театрі музкомедії, де написав лібрето для оперети «Черевички», протягом 50-х—70-х років писав сценарії на замовлення Київської студії науково-популярних фільмів. У 1964 році переїхав до Києва, де прожив до кінця життя.
Помер 23 лютого 1976, на 55-му році життя. Похований у Києві на Міському кладовищі «Берківці» (ділянка № 66).

## Творчість
Микола Дашкієв ще в дитинстві почав писати вірші. Публікуватися почав у 1943 році. Деякі з його віршів, написаних під час війни, згодом увійшли в поетичну збірку «На перевалі» (1948). У віршах Дашкієва описано ненависть до ворога, захоплення героїзмом радянських солдатів, і мрія про повернення до рідної домівки.
Його прийняли до лав Спілки письменників без обов'язкових тоді двох надрукованих книжок, лише за журнальну публікацію віршованого роману «Правда». Щоправда, рекомендації йому давали Юрій Яновський та Павло Тичина. А перша його книжка — поезії «На перевалі» — вийшла за півроку по тому. Вірші Микола Дашкієв писав усе життя, але для себе, для дружини та друзів.
Проза Дашкієва належить до популярного в СРСР піджанру «фантастики близького прицілу». Готуючи до друку своє «Торжество життя», Микола Дашкієв мав прикласти до рукопису довідку провідного фахівця в галузі за темою роману (біології), про те, що наукова фабула твору цілком можлива. Через такі жорсткі обмеження Микола Дашкієв так і не видав за життя свою «Страчену пісню», яку він закінчив у 1968 році, бо у ній йшлося про часи Катерини ІІ. Натомість фізик за освітою, учитель за фахом, і радіоаматор з дитинства, Микола Дашкієв знав радіотехніку та електроніку, кібернетику та медицину, хімію і біологію. Це відбилося на колоритних образпх його персонажів, мужніх і сміливих людей — вчених, інженерів, творців складних машин і механізмів.
У 1950 році вийшов перший варіант першого науково-фантастичного роману Дашкієва — «Торжество життя», до якого він постійно повертався і загалом пропрацював над ним понад двадцять років. З появою нових знань в царині біології і медицини, постійно переробляв і доповнював книгу, дописував нові розділи. В 1966 році у видавництві «Молодь» вийшов другий варіант першої книги роману. Письменник мав намір написати і другу, де хотів розвинути основну сюжетну лінію, але зробити це так і не встиг. Дія роману відбувається в недалекому майбутньому, де вчені намагаються розгадати причини найпідступнішої недуги ХХ століття — раку, і врешті перемагають злоякісну пухлину.
Коли була готова перша версія роману, Микола Олександрович показав її своєму другові, письменникові Ігорю Муратову. Той, побоюючись, що роман спричинить заздрість, сказав:
|  | Миколо, ця книга забезпечить тебе матеріально на двадцять років, а морально – на все життя! Але тебе битимуть, а в мене молода дружина, і я тебе захищати не буду ! |

Згодом, уже після виходу роману в світ, Микола Дашкієв писав:
|  | Наші нащадки житимуть, можливо, на 20—30 років довше, аніж живемо ми — так само як середня тривалість життя в Радянському Союзі збільшилась порівняно з тривалістю життя в дореволюційній Росії майже на 15. Хвороби, звісно, не зникнуть: мікроорганізми існували й існуватимуть. Але і рак, і гіпертонія, і серцеві захворювання стануть такими ж легко виліковними, як зараз такі страшні у минулому малярія та запалення легень. Наближається той час, коли медицина лікуватиме хворих без ножа, без болю; час, коли людина дістане змогу жити й працювати хай не сто п'ятдесят, хоча б сто років . |

Через десять років письменник публікує ще один роман — «Загибель Уранії» (1960). Дія роману починається на Землі та продовжується на планеті Пірейя. Найбагатша людина частини Пірейї — капіталістичної держави Монії, трильйонер Кейз-Ол мріє знищити іншу частину планети — Союз Комуністичних Держав. Маючи в розпорядженні інженерів і техніків, які створюють атомні бомби, міжконтинентальні ракети, кліматичну зброю, він може спровокувати природні катаклізми над територію ворога завдяки космічній станції «Зоря Кейз-Ола». Інженер Айт, пробравшись до палацу трильйонера під виглядом служника, здобуває найсекретніші дані, що стосуються плану «Блискавка», а також викрадає магнітофонну котушку з записом наради мільйонерів, на якій було вирішено розпочати війну. Ці матеріали дають змогу прихильникам миру перетяти шлях війні. Підземна фортеця «Уранія», куди сховався містер Кейз-Ол, вибухає на власних бомбах. Трильйонера, який випадково врятувався при цьому, судить Міжнародний Трибунал Справедливості, а потім відправляє попередження на Землю бути більш рішучими та об'єднаними.
Крім цих двох романів, Микола Дашкієв написав чотири повісті і кілька десятків оповідань, більшість яких були зібрані в двох збірках «Галатея» (1967) і «Право на ризик» (1974).
Одна з повістей була опублікована в 1970 році під назвою «Кришталеві дороги». Серед шанувальників фантастики панує думка, що це — перероблений варіант роману українського письменника і поета Дмитра Бузька «Кришталевий край» (1935). Насправді ж, у 1968 році Микола Дашкієв вирішив переробити свою, написану на початку 50-тих років повість, дія якої відбувалася в атомному центрі. В той час оригінальна книга вийти не могла, бо фізик за фахом, Микола Дашкієв в загальних рисах описав у ній реальне наукове приладдя.
Повість «Зуби Дракона» (1957) була відзначена третьою премією на Республіканському конкурсі на найкращу науково-фантастичну і пригодницьку книгу для дітей і юнацтва. В ній на тлі боротьби радянських і індійських учених-біологів з англійськими шпигунами за право володіння секретами «Їжі Богів» і «Зубів Дракона»  — розповідалося про унікальні біологічні каталізатори, за допомогою яких можна було б вирішити споконвічну проблему голоду в усьому світі або робити унікальні операції з трансплантації органів.
Твори Дашкієва перекладалися англійською, болгарською, угорською, грузинською, китайською, корейською, монгольською, німецькою, польською, сербсько-хорватською, словацькою, французькою, чеською і японською мовами.
На початку 1950-х років Микола Дашкієв написав біографічну книгу «Неходженою стежкою». Справа в тому, що під час роботи на своїм романом «Торжество життя» він познайомився з відомою дослідницею Ольгою Борисівною Лепешинською, соратницею Леніна, яка у свій час тримала у Женеві їдальню для більшовиків-емігрантів; при цьому була донькою відомої мільйонерки Протопопової. Отож він, після виходу «Торжества життя», Дашкієв написав повість про цю непересічну людину. Проте наукові здобутки його героїні були не такими яскравими, як її доля і невдовзі були засуджені разом із надбанням Трофима Лисенка. Рукопис роману довго лежав невиданий. Але одного разу Микола Дашкієв наважився запропонувати видавництву книжку про незвичайну, як на той час, долю мільйонерки-більшовички. Разом зі своїм молодшим сином Миколою він переклав рукопис українською мовою, але був змушений видалити описи життя владної верхівки 20-30-х років, які її дискредитували. В 1973 році книжка побачила світ.
Крім письменства Микола Дашкієв також займався перекладами. Так він переклав українською роман свого друга, чеського фантаста Володимира Бабули «Сигнали з Всесвіту»; фактично — переробив науково-фантастичний нарис на повноцінний художній твір. Наступний твір Володимира Бабули, повість «Пульс Всесвіту», був уже справжнім перекладом, який виконав Микола Дашкієв.
Єдина книжка Миколи Дашкієва, що й досі не надрукована — літературна обробка спогадів льотчика-винищувача Еміра-Усейна Чалбаша, який вчився в Качі разом із синами Сталіна та Фрунзе, був інструктором «Школи червоних асів» під час Другої світової війни, а після війни — льотчиком-випробувачем, що брав безпосередню участь у впроваджуванні нової, реактивної техніки. У 1975 році ніяке видавництво не наважувалося на їхній друк, адже льотчик був кримським татарином, тема яких була під негласною забороною.
Микола Дашкієв — член Спілки письменників СРСР з 1947 року. Крім української писав також російською мовою. Товаришував з такими українськими письменниками, як Ігор Муратов, Наум Тихий, Юрій Герасименко, Сергій Мушник, Олесь Жолдак, Анатолій Дрофань, Володимир Владко, Юрій Дольд-Михайлик, Володимир Савченко, Олесь Бердник.
У фантаста було чимало творчих планів, задумів і нарисів майбутніх книжок: основними в його архіві залишилися матеріали для другого тому «Торжества життя» та прикидки для великого роману «Під знаком нейтрона» про події, що відбувалися на його очах: колективізація, голодомор і війна. В цій книзі він планував писати про правдиві історичні події, але з сумом казав: «Не хочеться писати в стіл». Письменник міг працювати по 14—16 годин на добу, що й підірвало його здоров'я.
Невиданий роман «Страчена пісня» вважається біографічним твором про композитора Максима Березовського (1745–1777). Микола Дашкієв скористався тим, що всі відомості про життя Максима Березовського вкладаються на одній-двох сторінках, і написав роман про творчість і творця в цілому задушливій атмосфері жорстокої за своєю суттю влади. «Страчена пісня», значно зацензурована, була надрукована через 9 років після його смерті.

## Скорочена бібліографія
- Торжество життя: Науково-фантастичний роман. — К.: Радянський письменник, 1952. — 414 с. — 10 000 пр.
- Володар Всесвіту: Науково-фантастична повість / Худ. В. Якубич. — К.: Молодь, 1955. — 176 с. — 5 крб. 25 коп. — 65 000 пр. (рос. — 1957)
- Зуби дракона: Пригодницька повість / Оформл. Л. Склютовського; Мал. А. Іовлєва. — К.: Видавництво ЦК ЛКСМУ «Молодь», 1957. — 212 с. — (Бібліотека пригод та наукової фантастики). — 4 крб. 45 к. — 30 000 пр. (рос. — 1960)
- Загибель Уранії: Науково-фантастичний роман / Обкл. Р. Ліпатова; Іл. В. Савадова. — К.: Видавництво ЦК ЛКСМУ «Молодь», 1960. — 356 с. — (Пригоди, подорожі, наукова фантастика). — 7 крб. — 15 000 пр.
- Галатея: Оповідання. — К.: Веселка, 1967. — 258 с. — (Наукова фантастика). — 36 коп. — 65 000 пр.
- Кришталеві дороги: Фантастична повість. — К.: Веселка, 1970. — 372 с. — (Наукова фантастика). — 54 коп. — 30 000 пр.
- З безодні минулого: Науково-фантастична повість / Худ. Е. А. Ахунов. — К.: Радянський письменник, 1970. — 260 с. — 56 коп. — 65 000 пр.
- Право на ризик: Оповідання / Худ. Георгій Зубковський. — К.: Веселка, 1974. — 352 с. — (Пригоди. Фантастика). — 48 коп. — 65 000 пр.
- Твори в двох томах — К.: Веселка, 1981.
- Страчена пісня: Роман. — К.: Радянський письменник, 1985. — 288 с.